# Compagnia Italiana di Prosa
La Compagnia Italiana di Prosa nasce a Firenze nel 1920 per iniziativa dell'attrice e capocomica Paola Pezzaglia, che si era trasferita nel capoluogo toscano dopo una carriera teatrale e cinematografica iniziata all'età di 6 anni e che l'aveva portata a essere prima attrice di Ermete Zacconi e interprete di un certo numero di film muti. Benché altre Compagnie in seguito abbiano avuto questo nome, compresa quella di Luchino Visconti, la Compagnia di Paola Pezzaglia fu la prima a chiamarsi Compagnia Italiana di Prosa. 
La Pezzaglia, allora trentunenne, aveva appena dato alla luce una figlia avuta da un attore soltanto diciottenne, e, forse a causa dello scandalo suscitato da questa vicenda, si era appartata in una regione, la Toscana, un po' lontana dalle luci delle maggiori ribalte teatrali-cinematografiche. Lì rimase fino alla fine dei suoi giorni, non mancando di continuare a dare il proprio contributo all'arte drammatica, creando, appunto, la Compagnia Italiana di Prosa, in cui accolse attori locali e un gruppo di filodrammatici di cui fu maestra. Tra questi i rampolli di una nota fabbrica di ceramiche artistiche, i fratelli Urbano e Prisco Zaccagnini. Anche il primo figlio di Paola Pezzaglia, Ruggero Greco, allora bambino, ebbe parti adeguate in Compagnia. 
Il repertorio era quello da sempre preferito dalla prima attrice: un insieme di commedie brillanti e drammi di stampo popolare, da La signorina Josette a La nemica, da La moglie del dottore a Fedora, I disonesti, La moglie di Claudio, Suor Teresa, senza dimenticare i cavalli di battaglia La figlia di Iorio, La fiaccola sotto il moggio, La cena delle beffe, La signora delle camelie e tanti altri titoli. Tutti i teatri più popolari di Firenze furono sede delle rappresentazioni della Compagnia Italiana di Prosa, il cui nome sulle locandine era sempre seguito dalla dicitura: "diretta dall'esimia artista Paolina Pezzaglia". Il nome Paolina era quello originario della Pezzaglia, che però aveva scelto il più breve Paola per la sua carriera cinematografica.
La Compagnia Italiana di Prosa ebbe vita fino al 1925, quando la sua fondatrice morì a soli 39 anni, determinandone la fine. 
La maggiore fonte di informazioni sulla Compagnia Italiana di Prosa, su Paola Pezzaglia e tutti i suoi componenti è costituita dall'Archivio Pezzaglia-Greco, riconosciuto dallo Stato nel 2013 come "Archivio di interesse storico particolarmente importante".

## Elenco degli attori
Gli attori fiorentini che fecero parte della Compagnia Italiana di Prosa, come appaiono sulle locandine dell'epoca e in altri documenti presenti nell'Archivio Pezzaglia-Greco.
Alfredo Pierattini,
Grazia Pratesi, 
Gina Pratesi,  
Evelina Pratesi (o Evelina Pratellesi, o entrambe), 
Anita Pratellesi, 
Graziella Pratellesi, 
Italia Linari,
Lionello Parretti,
Giuseppe Riccieri,
Giuseppe Cavallina,
Galliano Tucci,
Antonio Lumini, 
Bice Lumini,
Armida Salvini,
Tina Soave,
Ezio Colzi,
Corrado Zannoni,
Bruno Orsi, 
Gino Orsi,
Gino Zaccagni,
Tosca Carraresi, 
N. Carraresi (f),
Tosca Carradori,
Urbano Zaccagnini,  
Prisco Zaccagnini,
Antonio Billi, 
Ruggero Greco,
G. Falcini (f),
R. Sani (m),
L. Masi (f), 
R. Giachi (m),
F. Tozzi (f),
G. Carlesi (f),
Marco Martirini,
Giuseppe Giagnoni,
Andrea Giannini,
Domenico Ricceri,
Francesca Mondeli,
Giuseppe Rigacci,
Emma Pierattini,
Tetina,
Bacherini,
Lucia Mandorli.